# Церква Успіння Пресвятої Богородиці (Горожанка)
Церква Успіння Пресвятої Богородиці в Горожанці — парафія і храм греко-католицької громади Монастириського деканату Бучацької єпархії Української греко-католицької церкви в селі Горожанка Чортківського району Тернопільської области.
Дерев'яна церква та дзвіниця оголошені пам'ятками архітектури місцевого значення (охоронні номери 1249, 1250).

## Історія церкви
Перша письмова згадка про село Горожанка датується 1445 роком. У 1578 році воно отримало магдебурзьке право.
У селі є дві церкви:
- Стара, дерев'яна, освячена у 1790 році.
- Нова, цегляна, збудована у 1992–2001 роках та освячена у 2001 році.

До 1946 року парафія належала до УГКЦ, а з 1946 по 1991 рік була підпорядкована РПЦ. У 2006 році парафію візитував владика Бучацької єпархії Іриней Білик.
На парафії діють такі спільноти:
- Спільнота «Матері в молитві».
- Вівтарна дружина.

На території парафії також розташовані хрести парафіяльного значення.

## Парохи
- о. Іван Кочержук,
- о. Юрій Кожерчук,
- о. Василь Павличко,
- о. Іван Придаткевич (1922—1953),
- о. Михайло Яструбецький,
- о. Іван Думінський,
- о. Іван Ворончак (1969—1985),
- о. Василь Паляничка,
- о. Василь Савчук,
- о. Дмитро Подоба,
- о. Роман Ворончак (1992—1997),
- о. Петро Заліпа,
- о. Тарас Шмиглик,
- о. Василь Дзяйло,
- о. Руслан Ковальчук (2002),
- о. Степан Гордій (адміністратор з 2002).